# Vernonia caboverdana
Vernonia caboverdana là một loài thực vật có hoa trong họ Cúc. Loài này được W.Lovin miêu tả khoa học đầu tiên năm 1986.